# Алмазна вишивка
Алмазна вишивка — малювання на папері чи канві стразами, камінцями.
Вид рукоділля, який нещодавно став досить популярним і має багато прихильників народної творчості. Створюється малюнок за схемою і може мати готові набори для створення картин. Вони є досить легкими у використанні і прості в розумінні. Алмазною вишивкою можна займатися всією родиною. Це цікаве, творче заняття, що може об'єднувати усіх членів сім'ї.
Щоб розпочати роботу необхідно придбати в магазині творчості спеціальний набір-схеми, який містить такі елементи :
- полотно-основа;
- стрази-камінці;
- пінцет;
- інструкція з використання камінців і розташування їх на полотні за відтінками.

Нескладний вид вишивки, техніку якого можна легко освоїти. Але створення картини в даний спосіб досить клопітка робота і вимагає зосередженості, терпіння та значних зусиль. А результатом буде красива картина, яка до того ж зроблена власними силами. Вишивка даного типу створюється чергуванням камінців в певній послідовності, завдяки чому з'являється малюнок.
Порядок створення картини алмазною вишивкою такий:
- Для зручності камінці можна розкласти за кольорами в спеціальні ємкості.
- Починаємо роботу. Знімаємо верхній шар на клейовій основі з однієї ділянки схеми.
- Складаємо картину, викладаючи пінцетом на зазначений квадрат страз відповідного кольору. Кристал потрібно притиснути, але несильно, щоб укласти їх правильно і рівно. Камінці з браком не використовуємо. Наносити малюнок, можна так, наприклад: зверху вниз чи зліва направо і навпаки.
- пП завершенню цієї ділянки верхній шар на клейовій основі з другої ділянки схеми і продовжуємо викладення камінців.

Дуже важливо знати, як закріпити алмазну вишивку. На картину поверх наносимо тонким шаром силікатний клей, використовуючи валик.